# Hamilton (Oregon)
Hamilton az Amerikai Egyesült Államok északnyugati részén, Oregon állam Grant megyéjében, az Oregon Route 402 mentén elhelyezkedő önkormányzat nélküli település. Területén mindössze néhány lakóház maradt fenn.
A település és a közeli hegység nevét John Henry Hamilton marhatenyésztőről kapta; birtokán lóversenyeket is szerveztek. Az 1884 és 1959 között működő posta első vezetője Anson C. Frink volt.

## Fordítás
- Ez a szócikk részben vagy egészben  a   Hamilton, Oregon című angol Wikipédia-szócikk ezen változatának fordításán alapul.  Az eredeti cikk szerkesztőit annak laptörténete sorolja fel. Ez a jelzés csupán a megfogalmazás eredetét és a szerzői jogokat jelzi, nem szolgál a cikkben szereplő információk forrásmegjelöléseként.